# 한국식품외식발전협회
한국식품외식발전협회는 식품외식산업의 발전을 위해 국내외 농·축·수·식품·외식업 종사자간 교류 증진, 식품외식분야의 이론 및 기술개발에 관한 정보를 수집 공유하며, 회원간의 화합 및 권익을 증진하여 식품외식산업의 발전을 도모할 목적으로 2010년 10월 27일 설립·허가된 대한민국 농림수산식품부 소관의 사단법인이다. 사무실은 대구광역시 달서구 유천동 376-1(층)에 있다.